# Чемпионат СССР по классической борьбе 1947
16-й чемпионат СССР по классической борьбе проходил в Москве на стадионе «Динамо» с 18 по 22 июня 1947 года. В 1947 году Всесоюзный комитет по делам физической культуры и спорта счёл возможным провести уже не только личное, но и лично-командное первенство страны. Впервые в истории борьбы были проведены всесоюзные юношеские соревнования. Это комплексное мероприятие явилось крупнейшим по количеству участников за все время существования спортивной борьбы в СССР. В нём участвовало 246 борцов (по данным «Советского спорта» — 231 борец) от 14 союзных республик, Москвы и Ленинграда. В личном зачёте участвовало 123 человека, причём из-за системы отбора не смогли принять участия несколько сильных борцов (Александр Сенаторов, Андрей Челидзе и другие).
В течение трёх дней за схватками наблюдало более 10 000 зрителей. Снова была восстановлена категория наилегчайшего веса, первенство в которой не разыгрывалось уже шесть чемпионатов. Введение этой весовой категории было обусловлено вступлением СССР в Международную федерацию борьбы, где в это время названная категория была принята.
Командный зачёт выиграла сборная команда Грузинской ССР (тренеры — Вахтанг Кухианидзе и Пётр Иорданишвили), второе и третье места заняли две команды Москвы.

## Медалисты
| Весовая категория | Золото                           | Серебро                   | Бронза                        |
| ----------------- | -------------------------------- | ------------------------- | ----------------------------- |
| Наилегчайший вес  | Сергей Спиридонов Харьков        | Арташес Карапетян Баку    | Леонид Дзеконский Тбилиси     |
| Легчайший вес     | Степан Ропаев Луганск            | Аркадий Ленц Москва       | М. Зинченко Москва            |
| Полулёгкий вес    | Арменак Ялтырян Харьков          | Василий Илуридзе Тбилиси  | Александр Колмановский Москва |
| Лёгкий вес        | Леонид Егоров Москва             | Александр Соловов Москва  | Элмар Рунге Таллин            |
| Полусредний вес   | Эдгар Пуусепп Таллин             | Вячеслав Кожарский Москва | Семён Марушкин Москва         |
| Средний вес       | Григорий Ткаченко Ростов-на-Дону | Давид Цимакуридзе Тбилиси | Антон Аболиньш Рига           |
| Полутяжёлый вес   | Михаил Стрижак Саратов           | Шалва Чихладзе Москва     | Варгашак Мачкалян Тбилиси     |
| Тяжёлый вес       | Александр Мазур Москва           | Арсен Мекокишвили Москва  | Кристап Бригманис Рига        |

Юноши
| Весовая категория | Золото                          | Серебро | Бронза |
| ----------------- | ------------------------------- | ------- | ------ |
| Наилегчайший вес  | В. Вешагурия Грузинская ССР     |         |        |
| Легчайший вес     | Артём Терян Азербайджанская ССР |         |        |
| Полулёгкий вес    | Ю. Майоров Москва               |         |        |
| Лёгкий вес        | А. Асатарян Армянская ССР       |         |        |
| Полусредний вес   | Л. Акопов Азербайджанская ССР   |         |        |
| Средний вес       | Н. Шорин Азербайджанская ССР    |         |        |
| Полутяжёлый вес   | В. Харитонов Москва             |         |        |
| Тяжёлый вес       | Л. Пахлеванян Армянская ССР     |         |        |

## Итоговое положение
Наилегчайший вес (15 участников)
|       | Сергей Спиридонов   | Украинская ССР      |
|       | Арташес Карапетян   | Азербайджанская ССР |
|       | Леонид Дзеконский   | Грузинская ССР      |
| 4     | Санглер             | Узбекская ССР       |
| 5     | Н. Куликов          | Ленинград           |
| 6     | Синенко             | Молдавская ССР      |
| 7     | Александр Дякин     | РСФСР               |
| 8     | Анатолий Бардыбахин | Москва              |
| 9     | Вознин              | Москва              |
| 10-14 | Эпштейн             | Белорусская ССР     |
| 10-14 | Калмыков            | Казахская ССР       |
| 10-14 | Поганев             | Таджикская ССР      |
| 10-14 | Кадырбаев           | Киргизская ССР      |
| 10-14 | Ваэрмет             | Эстонская ССР       |
| 15    | А. Меднис           | Латвийская ССР      |

Легчайший вес (17 участников)
|       | Степан Ропаев    | Украинская ССР      |
|       | Аркадий Ленц     | Москва              |
|       | М. Зинченко      | Москва              |
| 4     | Илья Бобохидзе   | Грузинская ССР      |
| 5     | Михаил Климачев  | РСФСР               |
| 6     | Хочаян           | Армянская ССР       |
| 7     | Иосиф Оборский   | Белорусская ССР     |
| 8     | Йоханнес Кауби   | Эстонская ССР       |
| 9     | Николай Раков    | Ленинград           |
| 10    | Алиев            | Туркменская ССР     |
| 11-17 | Рывкин           | Казахская ССР       |
| 11-17 | Шукуров          | Узбекская ССР       |
| 11-17 | Лигман           | Таджикская ССР      |
| 11-17 | Рашид Мамедбеков | Азербайджанская ССР |
| 11-17 | Аминов           | Киргизская ССР      |
| 11-17 | Николай Бунка    | Латвийская ССР      |
| 11-17 | Кривицкий        | Молдавская ССР      |

Полулёгкий вес (16 участников)
|       | Арменак Ялтырян        | Украинская ССР      |
|       | Василий Илуридзе       | Грузинская ССР      |
|       | Александр Колмановский | Москва              |
| 4     | Кришьянис Кундзиньш    | Латвийская ССР      |
| 5     | Евдокимов              | Москва              |
| 6     | Назарян                | Армянская ССР       |
| 7     | Исмаилов               | Азербайджанская ССР |
| 8     | Семерханов             | Узбекская ССР       |
| 9     | Сюллюсте               | Эстонская ССР       |
| 10    | Михаил Гамбаров        | РСФСР               |
| 11-12 | Бутвеловский           | Белорусская ССР     |
| 11-12 | Семинеев               | Молдавская ССР      |
| 13    | Задорожный             | Ленинград           |
| 14-16 | Бабулаков              | Таджикская ССР      |
| 14-16 | Ахмедов                | Казахская ССР       |
| 14-16 | Бурко                  | Киргизская ССР      |

Лёгкий вес (16 участников)
|       | Леонид Егоров      | Москва              |
|       | Александр Соловов  | Москва              |
|       | Элмар Рунге        | Эстонская ССР       |
| 4     | Василий Рыбалко    | Украинская ССР      |
| 5     | Вахтанг Кухианидзе | Грузинская ССР      |
| 6     | Махарадзе          | Азербайджанская ССР |
| 7     | Бугоян             | РСФСР               |
| 8     | Соловьев           | Ленинград           |
| 9     | Лущенко            | Киргизская ССР      |
| 10    | Сапрыкин           | Узбекская ССР       |
| 11    | Заривный           | Белорусская ССР     |
| 12    | Леонид Ткаченко    | Латвийская ССР      |
| 13    | Ситников           | Армянская ССР       |
| 14-16 | Сиздыков           | Казахская ССР       |
| 14-16 | Володин            | Таджикская ССР      |
| 14-16 | Великоиваненко     | Молдавская ССР      |

Полусредний вес (10 участников)
|    | Эдгар Пуусепп        | Эстонская ССР   |
|    | Вячеслав Кожарский   | РСФСР           |
|    | Семён Марушкин       | Москва          |
| 4  | Коломийцев           | Москва          |
| 5  | Елецкий              | Белорусская ССР |
| 6  | Трошин               | Узбекская ССР   |
| 7  | Валентин Трубчанинов | Украинская ССР  |
| 8  | Виктор Корнилов      | Узбекская ССР   |
| 9  | Людвиг Стильбе       | Латвийская ССР  |
| 10 | Ельгундиев           | Казахская ССР   |

Средний вес (10 участников)
|    | Григорий Ткаченко     | РСФСР               |
|    | Давид Цимакуридзе     | Грузинская ССР      |
|    | Антон Аболиньш        | Латвийская ССР      |
| 4  | Михаил Мирский        | Белорусская ССР     |
| 5  | Аугуст Вяат           | Эстонская ССР       |
| 6  | Екимов                | Ленинград           |
| 7  | Ткач                  | Москва              |
| 8  | Вартанов              | Азербайджанская ССР |
| 9  | Владимир Крутьковский | Москва              |
| 10 | Ларин                 | Узбекская ССР       |

Полутяжёлый вес (10 участников)
|    | Михаил Стрижак    | Украинская ССР      |
|    | Шалва Чихладзе    | Москва              |
|    | Варгашак Мачкалян | Грузинская ССР      |
| 4  | Григорий Малинко  | Украинская ССР      |
| 5  | Арнольд Калныньш  | Латвийская ССР      |
| 6  | А. Шагинян        | Армянская ССР       |
| 7  | Зайцев            | Узбекская ССР       |
| 8  | Соколов           | Ленинград           |
| 9  | Пыльнов           | Москва              |
| 10 | Нерсес Акопов     | Азербайджанская ССР |

Тяжёлый вес (10 участников)
|    | Александр Мазур   | Москва              |
|    | Арсен Мекокишвили | Грузинская ССР      |
|    | Кристап Бригманис | Латвийская ССР      |
| 4  | Марков            | Узбекская ССР       |
| 5  | Фома Бездоля      | Украинская ССР      |
| 6  | Иванов            | Ленинград           |
| 7  | Константин Дерич  | Ленинград           |
| 8  | Д. Коберидзе      | Азербайджанская ССР |
| 9  | Джавахишвили      | Грузинская ССР      |
| 10 | Молодшев          | Армянская ССР       |